# Plasmatron
Plasmatron è un videogioco sparatutto a scorrimento fantascientifico per Commodore 64 pubblicato nel 1987 in Europa dall'editrice britannica CRL Group e nel 1988 in America dalla Avantage, etichetta a basso costo della Accolade. Alcune riviste dei suoi tempi lo descrissero come per nulla innovativo nel suo genere; ottenne comunque giudizi complessivi molto variabili dalla stampa.

## Modalità di gioco
Il giocatore pilota la navetta spaziale Plasmatron sopra la superficie del pianeta Loughton 2. La visuale è di lato, con scorrimento orizzontale continuo verso destra. Ogni partita inizia con una sequenza automatica (e a lungo andare inutile) di decollo da una base, quindi si attraversa un unico percorso senza interruzioni, fino all'eventuale base di atterraggio e completamento del gioco. Gli sfondi, dotati di effetto parallasse, variano tra città futuristiche, costruzioni semidistrutte, paesaggi lunari, spazio con asteroidi, vegetazione aliena. C'è anche un effetto di tridimensionalità dato dall'ombra che appare quando la navetta è vicina al suolo, sebbene l'azione sia del tutto bidimensionale.
La Plasmatron può volare in tutte le direzioni con effetto di inerzia, senza subire urti con il suolo, e ha una sola arma, un raggio che spara verso destra. Ha una sola vita, ma è dotata di uno scudo che può assorbire diversi colpi e si ricarica lentamente col tempo; a scudo scarico può ancora sopportare un po' di danni (non riparabili) prima della sconfitta. Quattro barre indicatrici sotto la visuale mostrano scudo, danni, distanza mancante al completamento del gioco, e surriscaldamento del laser che limita la frequenza di sparo.
Gli avversari sono di vario genere, alcuni sparano e altri sono pericolosi solo in caso di scontro. Ci sono le tipiche squadriglie di astronavi e in seguito anche navi da abbattere un pezzo alla volta, asteroidi distruttibili, insetti giganti, postazioni di artiglieria. È possibile sparare ai proiettili avversari, che si distruggono a vicenda con i propri. Dagli edifici in fiamme nelle zone devastate escono nuvole di fumo anch'esse pericolose.
La colonna sonora è Mars, the Bringer of War tratta dalla suite I pianeti, ma è presente solo nella schermata introduttiva.